# Fan

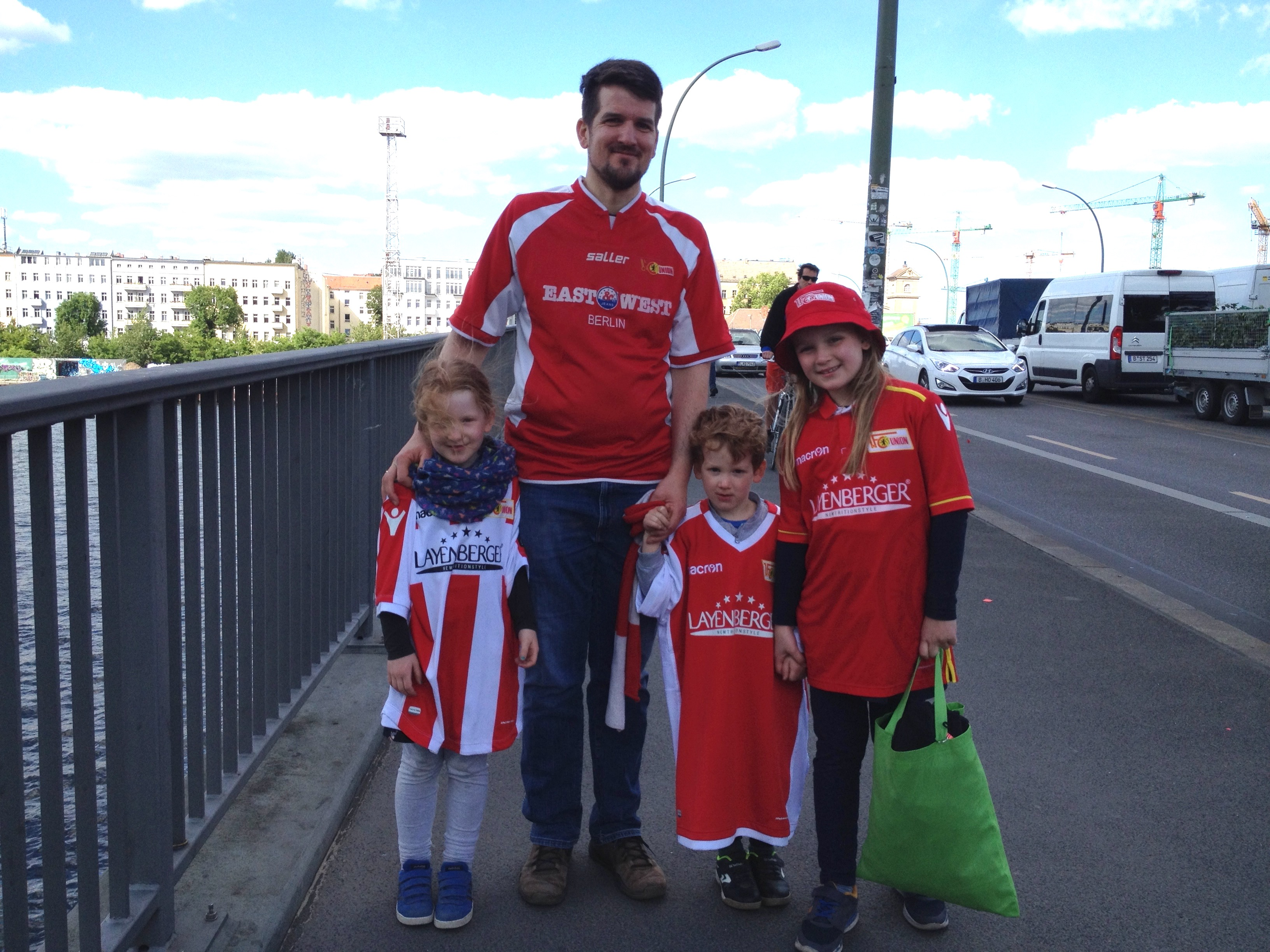
Familie von Fans des Fußballvereins Union Berlin

Ein Fan ([fɛn]; von Latein: Fanaticus – von der Gottheit ergriffen, in rasende Begeisterung versetzt; Englisch: fanatic – eifernd, sich rücksichtslos einsetzend, schwärmerisch, fanatisch) ist ein Mensch, der längerfristig eine leidenschaftliche Beziehung zu einem für ihn externen, öffentlichen, entweder personalen, kollektiven, gegenständlichen, abstrakten oder sportlichen Fanobjekt hat und in die emotionale Beziehung zu diesem Objekt Ressourcen wie Zeit und/oder Geld investiert. Die Intensität der Anhängerschaft variiert dabei stark.
Fans finden sich oft in Fanklubs zusammen. Sofern sich die begeisterte Anhängerschaft der Fans auf Personen bezieht, werden letztere als Stars bezeichnet. Die begeisterte Anhängerschaft äußert sich meist in Ritualen der Verehrung der betreffenden Person, Gruppe oder Sache. Die Verehrung, die die Fans zelebrieren, wird auch als Kult bezeichnet und hat eine umfangreiche Fankultur hervorgebracht. Er beruht häufig auch auf Mythen, die sich um den Gegenstand der Verehrung ranken. Die Ausprägung der Fankultur gilt als ein Indikator für lokale und/oder nationale Stimmungen. So haben z. B. die deutschen Fußballfans bei der Fußballweltmeisterschaft 2006 in Deutschland (Sommermärchen) nachhaltig das Image der Deutschen im Ausland positiv geprägt.

## Etymologie
Das aus dem lateinischen (fanaticus/-a/-um) abgeleitete Wort fanatisch findet sich erstmals im 16. Jahrhundert im deutschen Sprachgebrauch, wurde jedoch nur im religiösen Kontext genutzt. Seit dem 19. Jahrhundert ist fanatisch auch in der Politik und im Sport gebräuchlich.
Das Wort „Fan“ in seiner heutigen Verwendung und Aussprache ist aus dem Englischen (fan [fæn], Kurzform von fanatic = „Fanatiker“) in zahlreiche Sprachen übertragen worden, unter anderem ins Deutsche, Spanische, Französische und Tschechische (fanoušek). Trotz der Etymologie hat der Fan nichts mit dem im politischen Sinn negativ besetzten Begriff Fanatiker zu tun. Im Englischen bezeichnet man die Fans deshalb meistens als supporters. Der vom Typhusfieber abgeleitete italienische Begriff Tifoso oder im Plural Tifosi, der für Fans als „Mitfiebernde“ steht, wird häufig als Synonym für die italienischen Fans bei einer Sportveranstaltung verwendet. In Italien selbst benutzt man zusätzlich häufig den Begriff partigiano, was mit „Parteigänger“ zu übersetzen wäre. Aus dem Spanischen entlehnt und ins Englische und Deutsche übernommen ist ein weiteres Synonym, der Aficionado als „Liebhaber“ einer Sache.
Als personenbezogenes Kurzwort Fan ist es in der Verehrung von Musikern und Musikgruppen, Sportlern, Sportarten und -teams, Comic-/Serien-/Roman- und Filmgenres, Schauspielern, YouTubern und zahlreichen weiteren Personen, Tätigkeiten und Themen zu finden.
Für Anhänger von Computerprogrammen oder Spielkonsolen gibt es in Internetforen die meist negativ besetzten Anglizismen „Fanboy“ und „Fangirl“. Auch Comicfans und besonders leidenschaftliche Fans bestimmter Genres (insbesondere Science-Fiction) werden mitunter so bezeichnet, allerdings weit weniger negativ besetzt.
Fanboys und Fangirls zeichnen sich in der Regel dadurch aus, dass sie über ein besonders umfangreiches Wissen zu dem von ihnen geschätzten Themengebiet (bzw. zu der verehrten Person) verfügen, sie das entsprechende Themengebiet oder die Person in Meinungsverschiedenheiten leidenschaftlich verteidigen und es ihnen als eigentlich intelligente und eloquente Menschen in Anwesenheit von bzw. im direkten Kontakt mit ihren Idolen die Sprache verschlägt.
Für letzteren Kontext und ähnliche unwillentliche Überforderungsreaktionen entstanden zudem Wortneuschöpfungen wie Fangasm, ein Kofferwort der englischen Begriffe fan und orgasm (Orgasmus), oder auch Stan, ein Neologismus aus „Fan“ und Stalker, der obsessives Anhängertum zu bestimmten Prominenten beschreibt.

## Charakteristika des Fantums

### Gruppendynamik und Persönlichkeitsbildung
Den Mittelpunkt des Fan-Seins bildet die Persönlichkeitsformung des Fans – die Herausbildung einer sogenannten Ich-Identität. Der Persönlichkeitsentwicklungsprozess hält ein ganzes Leben an und daher kann jeder Mensch, egal welcher Altersgruppe, ein Fan sein. Doch da vor allem die Persönlichkeit von jungen Menschen noch nicht gefestigt ist, sind die meisten Fans Jugendliche.
Eine Erklärung des Fantums lässt sich aus der personalen und sozialen Identität herleiten. Die soziale Identität meint die eigene Positionierung im sozialen Gefüge. Jeder Mensch teilt die Gesellschaft in verschiedene Gruppen auf und ordnet sich selbst denjenigen von ihnen zu, mit welchen er sich am meisten identifizieren kann. Ein Mensch kann zum Beispiel den Interessensgruppen Fußball, Schule und Madonna gleichzeitig angehören. Die personale Identität setzt sich dabei zu einem nicht geringen Anteil aus den verschiedenen Gruppenzugehörigkeiten und deren Gewichtung zusammen.
Bei der Persönlichkeitsentwicklung spielt also die Positionierung innerhalb der Gesellschaft eine wichtige Rolle. Auf der einen Seite besteht das Bedürfnis nach Abgrenzung von der Gesellschaft und auf der anderen Seite das Bedürfnis nach Gemeinschaft. Ein Fan versucht sich also durch sein Fan-Sein von anderen (z. B.: Familie, Arbeitskollegen, Mitschülern) abzugrenzen und sucht gleichzeitig zum Beispiel durch das Eintreten in Fanclubs nach Nähe zu gleichgesinnten Menschen.

### Identifikation mit einem Star

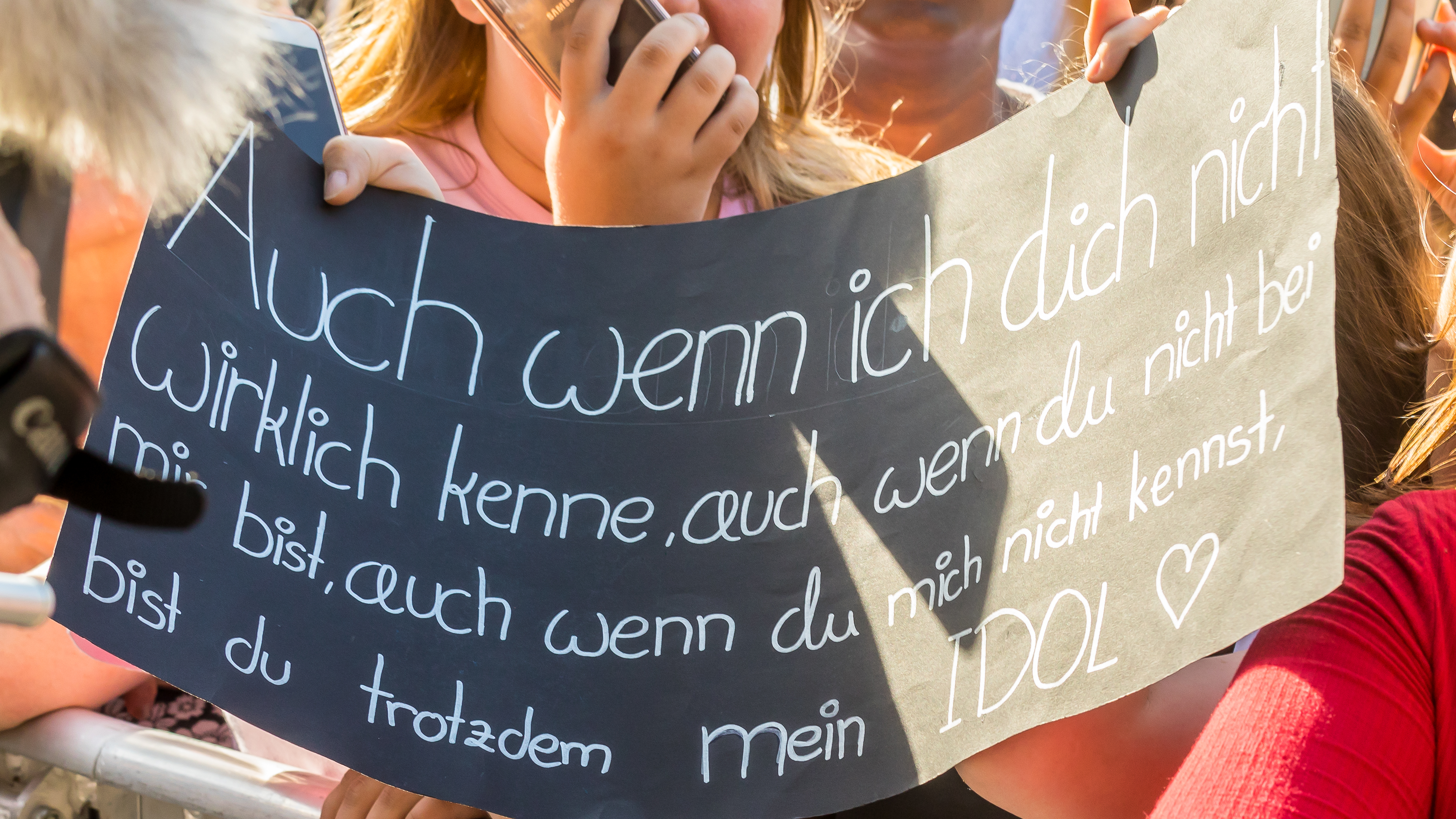
Weibliche Fans halten eine Schrifttafel bei einem Auftritt des Sängers Lukas Rieger hoch. Text: „Auch wenn ich dich nicht wirklich kenne, auch wenn du nicht bei mir bist, auch wenn du mich nicht kennst, bist du trotzdem mein Idol“

Der Star kann für seinen Fan als Vorbild und Idol fungieren. Sieht der Fan seinen Star als Vorbild an, so kann er sich zum Beispiel mit den Werten, Eigenschaften sowie dem Verhalten oder Aussehen des Stars identifizieren und strebt an, so zu sein wie er oder sie.
Sieht der Fan seinen Star jedoch als sein Idol an, so wird der Star als ganze Person verehrt, die Bewunderung ist stark emotional geprägt und findet auf einer irrealen Ebene statt. Ein Idol dient seinem Fan meist dazu, einen Mangel (zum Beispiel eine fehlende soziale Anbindung oder fehlende Liebesbeziehung) auszugleichen. Im Extremfall hat das Idol die Rolle einer Art Gottes inne – als ein „allgegenwärtiges, allwissendes Wesen, […] [das] dem Fan Trost spendet und seine Einsamkeit lindert.“

### „Eskalationsstufen“ des Fantums
Die Grenzen zwischen „normalem“ und „exzessivem“ Fan-Sein sind weit gefasst und schwer definierbar. Jedoch kann gesagt werden, dass die Grenze zum exzessiven Fan-Sein überschritten wurde, wenn der Fan Fantasie und Realität nicht mehr klar voneinander trennen kann.

#### Schwärmerischer Fan
Diese Fans können Realität und Fantasie klar voneinander trennen. Sie sind sozusagen rationale bis schwärmerische, aber kontrollierte Musikliebhaber, die ihr Fan-Sein als harmloses Hobby ausleben.

#### Fanatischer Fan
Fans schließen sich meist in Gruppen (z. B. Fanclubs) zusammen. Innerhalb dieser Gruppen setzen sich die Fans gemeinsam mehr und mehr mit dem jeweiligen Star auseinander, schaukeln sich gegenseitig hoch und steigern sich hinein. So kann aus einer kleinen Schwärmerei plötzlich Fanatismus werden.
In die Gruppe der fanatischen Fans könnte man auch die Groupies einordnen, welche Rock-Bands auf ihren Touren begleiten und in den meisten Fällen mit der Crew schlafen.
Dieses Verhalten kann vor allem bei Boygroup-Fans beobachtet werden. Zu den typischen Verhaltensweisen in der Öffentlichkeit zählen hierbei: lautes Kreischen, Weinen, in Ohnmacht fallen, Übernachten vor Hotel- oder Konzerthäusereingängen und die Verteidigung der präferierten Gruppe. Im privaten Bereich ist es für diese Art von Fans gewöhnlich, die Zimmerwände mit Poster zu plakatieren oder auch kleine Altäre einzurichten.
In extremen Fällen können sich Fans so sehr in die Abhängigkeit von dem Star hineinsteigern, dass zum Beispiel die Auflösung einer Musikgruppe oder das Ende einer Starkarriere schlimme Folgen (z. B. Depressionen oder auch Suizid) für sie haben kann. Als beispielsweise die Boygroup Take That sich auflöste, nahmen sich vier Mädchen das Leben.

#### Besessener Fan
Fanatismus kann sich nicht nur durch die Mitgliedschaft in einer Gruppe entwickeln. Die Form des besessenen Fans meint die totale Abgrenzung von der Gesellschaft und vollkommene Hinwendung zum Star und Fan-Sein. Zu dieser Gruppe zählen auch die psychisch gestörten Fans (zum Beispiel starke Formen des Stalkings), die ihren Star dazu nutzen, eine eigene Persönlichkeit zu formen. Ein Beispiel hierfür wäre Mark David Chapman. Dieser kleidete und gab sich genau wie Beatles-Mitgründer John Lennon, heiratete auch eine japanische Frau und nannte sich sogar selbst John Lennon. Chapmans Fanatismus reichte so weit, dass er 1980 seinen Star umbrachte.

### Fan-Aktivitäten
„It’s time people stopped talking about ‘consuming’ art and culture and so on and started thinking of art as an activity, something you do. Even buying and playing records are activities; the record is only the medium through which the activity takes place.“

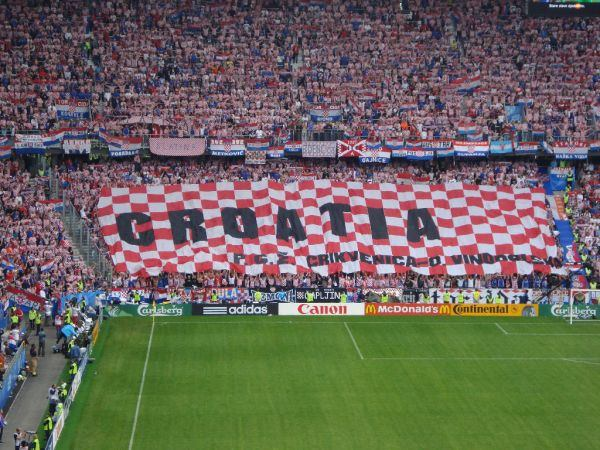
Choreographie von kroatischen Fans

Fan-Aktivitäten werden in drei Bereiche unterteilt: Konsumieren, Kommunizieren und Kreieren.

#### Konsum
Der Fan tritt mit der Entscheidung, welche Musik er hören / Buch er lesen / Spiel er sehen – und welches Album oder Ticket er daher kaufen – möchte, selbst in Aktion. Neben dem eigentlichen Medienobjekt (dem Stadionticket, dem Comicbuch, der DVD) konsumiert ein Fan diverse Fanartikel, die erst bei einer sehr spezifischen Nachfrage produziert werden. Dazu gehören direkt auf das Thema Zeitschriften, Poster und Info-Materialien ebenso wie TV- und Radiobeiträge und mitunter sogar vom ursprünglichen Kontext völlig losgelöste Merchandise-Objekte (beispielsweise bedruckte Bettwäsche, Spielzeug, Kleidung, Nahrungsmittel). Der Fan deutet medienvermittelte Inhalte, zum Beispiel Interviewaussagen oder Songtexte „seiner“ Stars, für sich persönlich um und integriert sie in sein Leben.
Im Rahmen der Vermarktung von Stars und Objekten, die über eine Fangemeinde verfügen, werden häufig Merchandising-Artikel (Fan-Devotionalien) angeboten. Außerdem versuchen Fans von Personen, Autogramme ihrer Stars zu erhalten und sich gemeinsam mit ihren Lieblingen zu fotografieren. Einige Anhänger bringen ihre Begeisterung in Fan-Art und Fan-Fiction oder auf einem Fanposter zum Ausdruck. Webmaster präsentieren eine Fanpage im Internet.
Fans bestimmter Konsumartikel (z. B. Produkte bestimmter Marken bzw. eines bestimmten Genres) oder eines bestimmten konsumorientierten Lebensstils sind etwa Motorradfans, Fast-Food-Fans etc. Dazu zählen auch Markenfans, bei denen die Werbung die Identifikation mit den Herstellern fördert. Sportvereine, Musiker und andere Gruppen, die von Fans verehrt werden, nutzen die Zuneigung, um verschiedene Gegenstände, sog. Fanartikel, mit dem eigenen Logo oder in den Farben eines Vereins zu verkaufen.
Die Entwicklung des Fan- und des Startums ist wesentlich geprägt durch die Möglichkeit der massenhaften Reproduktion und Rezeption. Als Meilensteine können hier der erste Phonograph von Thomas Alva Edison 1877, das Radio 1925, die Erfindung der Vinyl Schallplatte 1930 und später die zunehmende Digitalisierung ab 1983 genannt werden.
Diese Faktoren ermöglichten erst die Entstehung einer „Musikindustrie“. Borgstedt beschreibt diese als Schnittstelle zwischen Musik und Publikum, die nachfrage- und vertriebsorientierte Angebote in unterschiedliche Segmente strukturiert. Durch Marketing, Promotion und Werbung wird dabei nicht nur die Musik selbst, sondern ein umfassendes Lebensgefühl an den Fan bzw. Konsumenten verkauft. Dieses Lebensgefühl wird an den Fan durch Konzerte, CD-Veröffentlichungen, mediale Auftritte und Merchandise-Produkte vermittelt.
Kulturindustrie wird von einigen als schädlich und mitunter als ein Widerspruch in sich beschrieben. Theodor W. Adorno hält die Kulturindustrie für eine Maschinerie zur Manipulation der Menschen, jedoch tue sie dies weder immer beabsichtigt noch kontrolliert. Der Fan werde von ihr auf die Konsumentenrolle reduziert und mit trivialen, oberflächlichen Nichtigkeiten gespeist.

#### Kommunikation
Ein Fan kommuniziert nach außen das Fan-Sein erstens mit dem Konsum von öffentlich präsentierbaren Merchandising-Artikeln wie zum Beispiel durch das Tragen von Band-T-Shirts, bedruckten Taschen oder Schmuck. Auch innerhalb der jeweiligen Peergroup (Familie, Freunde etc.) oder in Fan-Clubs können sich gleichgesinnte Fans untereinander austauschen, diskutieren und voneinander lernen. Über das Internet besteht die Möglichkeit, mit anderen und gelegentlich nicht gleichgesinnten Fans zu kommunizieren. In vielen Interessensbereichen größerer Fangruppen bilden sich beliebte Treffpunkte heraus. So gibt es in Fußballstadien abgetrennte Bereiche, die für besonders leidenschaftliche Fans bestimmt sind. Diese Leidenschaft artet bei manchen sogenannten Ultras in Kombination mit dem erhöhten Alkoholkonsum bei größeren Veranstaltungen gelegentlich in Gewalt aus.
Anhänger anderer Genres treffen sich meist im Rahmen von Festivals (Musik, Film, Theater) und sogenannten Conventions (wörtlich Tagung/Kongress; Messen für Sci-Fi-, Comic-, Spiele-, Anime-Fans oder ähnliches). Ursprünglich wurden Festivals und Conventions von den Vertretern einer Zunft genutzt, um mit ihren Anhängern in Kontakt zu treten. Gleichzeitig ermöglichten sie einen regen Austausch unter den Fans. Je größer eine Fangemeinde wird, desto wahrscheinlicher treten bei diesen Treffen zusätzlich Wirtschaftsunternehmen auf den Plan, die Merchandise-Artikel und ähnliches Verkaufen. Auf größeren Conventions wie den international ausgerichteten Comic-Cons kommen die Macher der beliebten Serien, Filme, Videospiele und Comics alljährlich zusammen und kommunizieren in sogenannten Panels (im Grunde Podiumsdiskussionen) direkt mit ihren Fans, die über ein oder mehrere Mikrofone im Saal Fragen an ihre Idole bzw. die Vertreter ihres Lieblingsmediums stellen können. Die größte Convention der Welt ist die San Diego Comic-Con. Deren Publikum wuchs in den vergangenen Jahren so rapide, dass dort inzwischen sogar „Hollywood anreist und um die Aufmerksamkeit dieser Menschen geradezu bettelt.“

#### Kreation

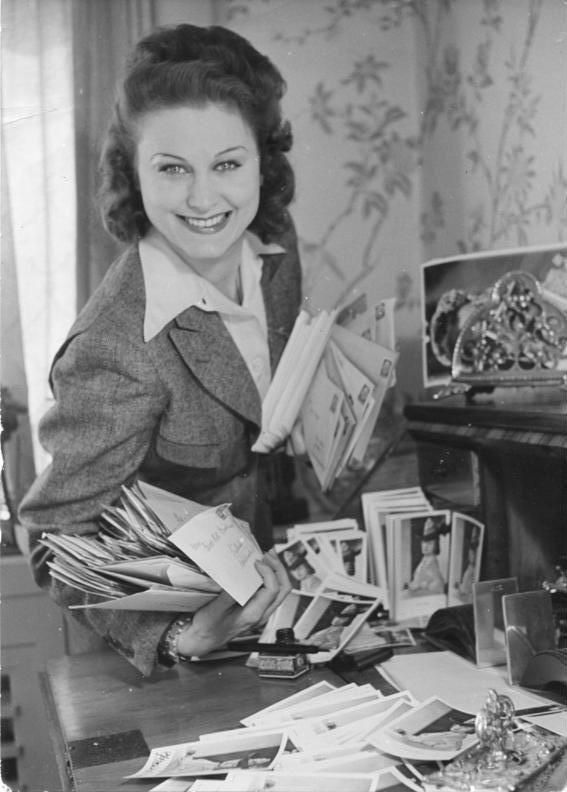
Marika Rökk mit Fanpost eines Tages (1940)

Ein Fan ist nicht nur Konsument, sondern auch Produzent. Viele Fan-Clubs zeichnen sich durch eine eigene entwickelte Sprache aus. Einige Tolkien-Fans können sich fließend in der Kunstsprache Elbisch unterhalten und entwickeln dafür den Wortschatz der Romane ständig weiter, wobei sie den Regeln der Kunstsprache folgen. Fangemeinden von Sportvereinen, Prominenten und vereinzelt von Liebesbeziehungen zweier Prominenter entwickeln schnell Kosenamen für „ihre“ Stars – dies können mitunter frei erdachte Bezeichnungen, die privaten Spitznamen der Prominenten (z. B. Robbie Williams, der privat und daher auch in Fankreisen lieber „Rob“ genannt wird) oder Kofferwörter aus den Namen der Partner sein („Brangelina“ für Brad Pitt und Angelina Jolie, „Zanessa“ für Zac Efron und Vanessa Hudgens). Gleiches gilt für die Namen fiktiver Personen aus Comics, Filmen oder (am häufigsten der Fall) Serien.
Weiterhin zeichnet sich die Kreativität der Fans durch selbstgestaltete Fan-Pages, Foren, Blogs, Quizze, Umfragen oder Poster, selbstverfasste Kritiken, Fan-Briefe, Gedichte oder Berichte aus. Manche fiktiven Geschichten über reale oder fiktive prominente Idole umfassen nur kurze Abschnitte, andere haben den Umfang von Romanen. Es entstehen Musik- oder Merchandising-Artikel-Sammlungen oder sogar eigene Tänze. Aus musikalischen Fankulturen wie zum Beispiel Punk, Techno oder Hip-Hop bildeten sich Subkulturen heraus, die mit ihren neuen Kleidungs-, Tanz- und Lebensstilen großen Einfluss auf die Gesellschaft und ihre Werte hatten beziehungsweise haben.
Kreativität bedeutet hier auch, eigene Talente auch in thematisch unabhängigen Fangemeinden einzubringen. So bilden sich auch in Fankreisen, die mit Musik erst einmal nichts zu tun haben, immer wieder musikalische Untergruppierungen heraus. Das Internet 2.0 ermöglicht Fans beispielsweise die Gründung von riesigen internationalen Fanorchestern. Dabei handelt es sich um Projektorchester, die selten, aber in regelmäßigen Abständen (beispielsweise einmal im Jahr) ein Projekt gemeinsam gestalten und dabei jedes Mal in unterschiedlicher Größe und Aufstellung zusammenkommen. Hierzu muss nicht einmal ein tatsächliches geografisches Aufeinandertreffen stattfinden: Viele Fanorchester organisieren ihre Projekte vollständig über das Internet. Eine kleine Kerngruppe an Kreativen komponiert Arrangements zu einem beliebten Stück aus Filmen, Serien oder Computerspielen. Anschließend wird die Projektplanung öffentlich gemacht, wer sich anmeldet, erhält einen Teil der Partitur (beispielsweise die Noten für eine Gesangsstimme und/oder ein Instrument). Dann können innerhalb einer zuvor festgesetzten Frist Ton- und mitunter Videoaufnahmen der Darbietung der eigenen Gesangs- oder Instrumentalstimme bei den Koordinatoren eingereicht werden. Nach Ablauf der Frist werden die eingereichten Aufnahmen von weiteren mitwirkenden Fans professionell abgemischt und ggf. mit den Videoaufnahmen unterlegt. Das fertige Projekt wird meist auf Online-Plattformen wie YouTube veröffentlicht.

## Interessensgebiete von Fangruppen

### Sport

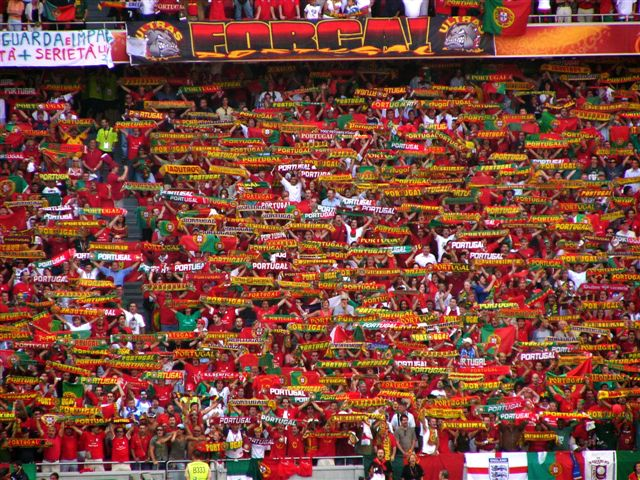
Portugiesische Fans bei der Fußball-EM 2004

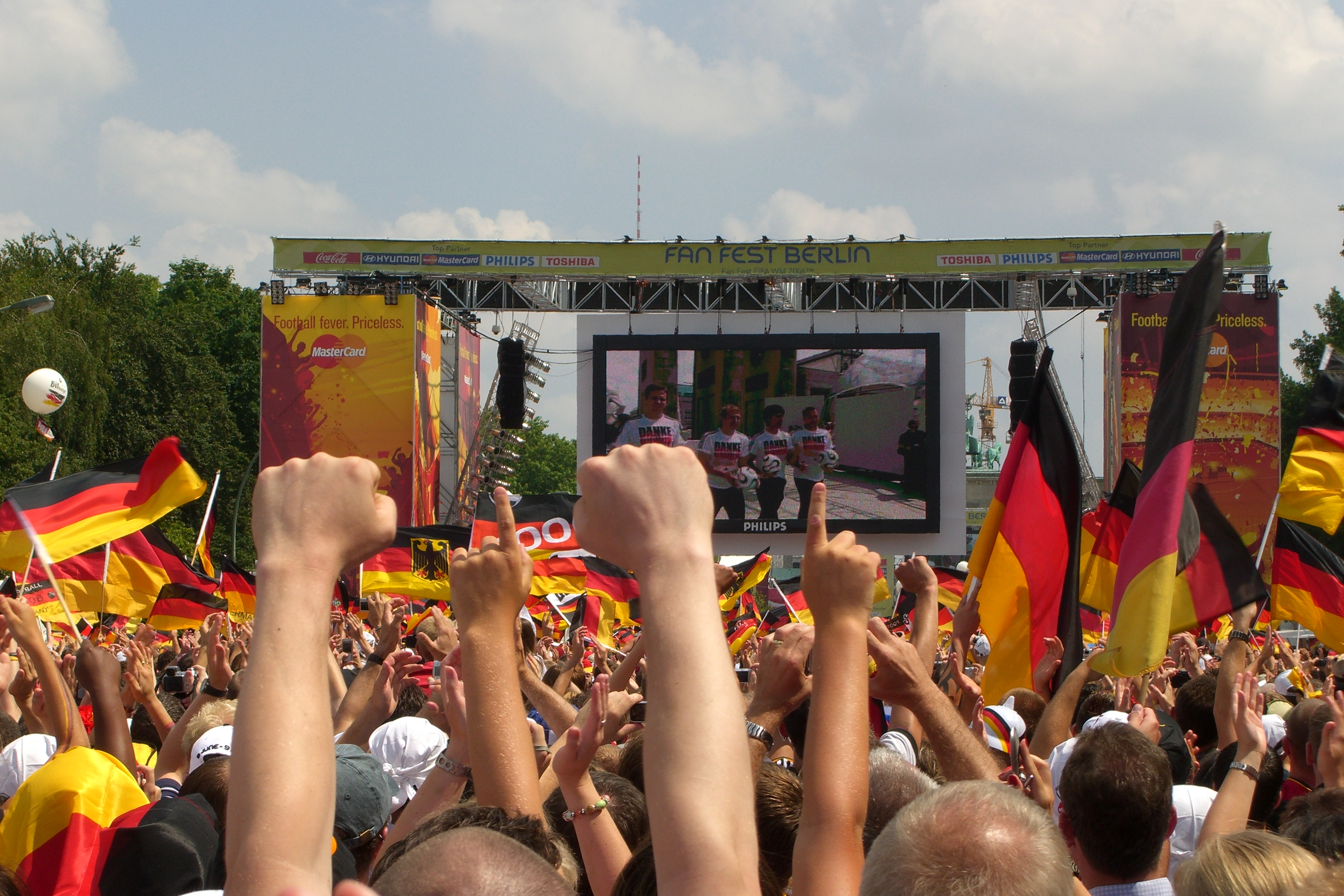
Berliner Fanmeile bei der Fußball-WM 2006

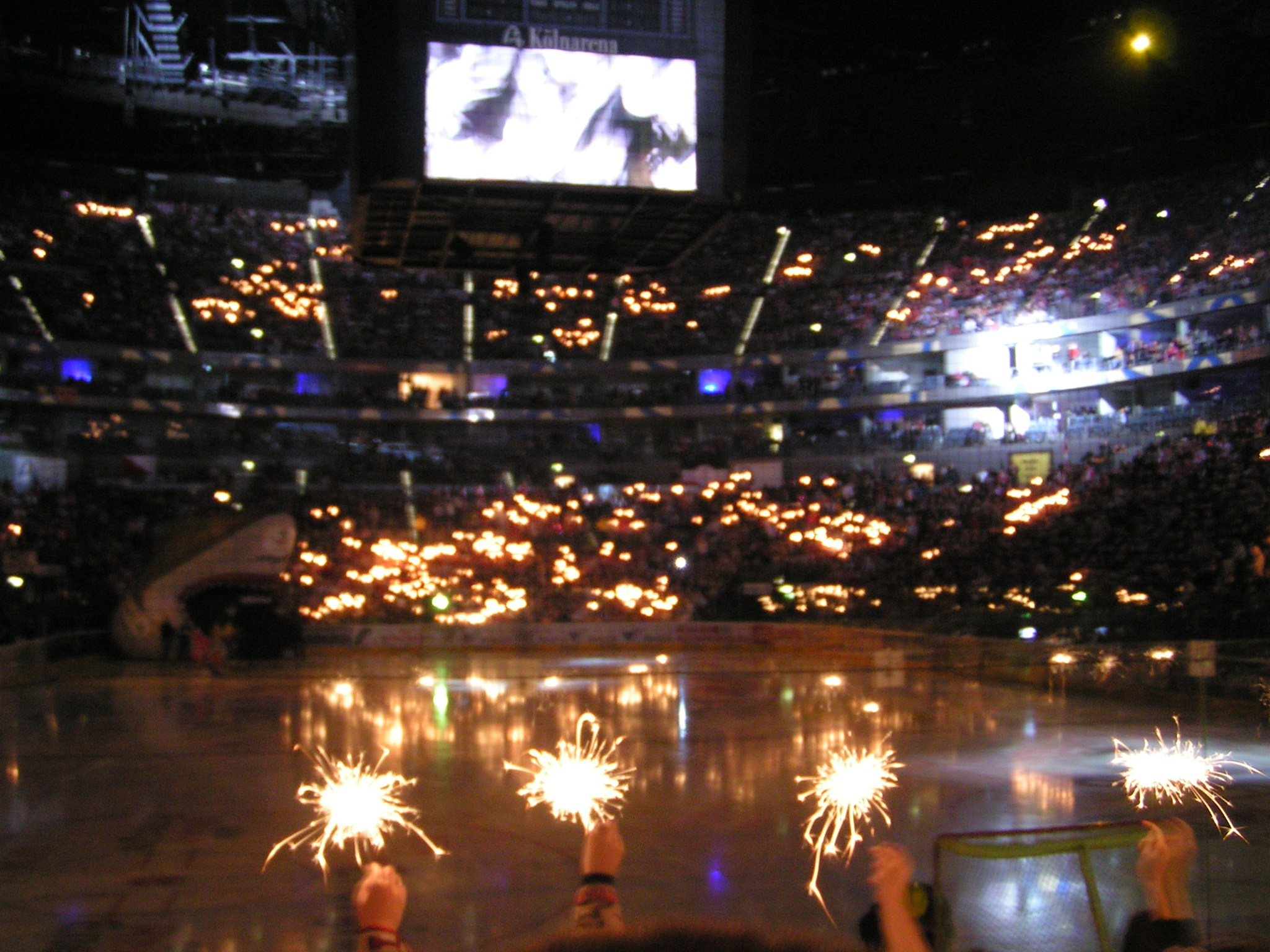
Abgedunkelte LANXESS Arena durch Kölner-Haie-Fans illuminiert

Fans begeistern sich für eine Sportart (z. B. Fußballfans), einen Sportverein oder einen einzelnen Sportler. Bei Sportvereinen nennt man Fans, die Wettkämpfe ihrer Mannschaft besuchen, auch „Schlachtenbummler“. Sie sorgen in der eigenen Spielstätte durch ihre Mehrzahl für einen „Heimvorteil“ und begleiten ihre Mannschaft zu Auswärtsspielen. So das in einem großen Umfang und planmäßig erfolgt, wird von „Groundhopping“ gesprochen.
Viele Fans zeigen ihre Zugehörigkeit zu „ihrer“ Mannschaft durch das Tragen von Trikots, Schals, Mützen oder anderer Kleidungsstücke mit dem Namen oder Logo der Mannschaft. Durch Fangesänge kommunizieren sie miteinander. Die akustische Unterstützung wird dabei oft von einem Vorsänger koordiniert. Weitere Botschaften gibt es durch Transparente oder Fahnen.
Eine besondere Ausprägung ist die Ultra-Bewegung, die sich durch Choreografien im Stadion und andere Aktionen besonders engagiert.
Bei Großveranstaltungen wird auch immer häufiger das sogenannte Public Viewing angeboten. So trafen sich beispielsweise die Fans bei der Fußball-Weltmeisterschaft 2006 auf den Fanmeilen. Außerdem testen sie ihr Wissen bei Sportwetten und Tippspielen, bei denen sie versuchen, den Ausgang der Spiele vorherzusagen.
Bei Großveranstaltungen (wie z. B. einer Fußball-Weltmeisterschaft) kommt es häufig zum Typus des „Eventfans“, d. h. eines unbeschwerten Gelegenheitsfans, der sich unter der Saison weniger oder nicht für Fußball interessiert, sich aber von der Atmosphäre wichtiger Turniere mitreißen lässt.
Es wird häufig kritisiert, dass die Polizei Fußballfans immer mehr unter Generalverdacht stelle, wodurch die Masse der friedlichen Anhänger ebenfalls kriminalisiert werde.

### Musik
Fans verehren eine bestimmte Musikrichtung, eine Band oder einen Sänger. Sie besuchen Konzerte, Festivals und andere musikalische Veranstaltungen. Außerdem sammeln sie Alben, Poster, T-Shirts, Buttons und andere Devotionalien.
Bereits in antiken Kulturen war die beinahe religiös anmutende Verehrung insbesondere von Musikern verbreitet. Dies setzte sich über die folgenden Zeitalter, wie etwa die Romantik mit z. B. Niccolò Paganini und Franz Liszt fort. Seit Mitte des 20. Jahrhunderts, mit dem Aufkommen der internationalen Rockmusik, des Rock ’n’ Roll und der Beatmusik ist das Phänomen des Musikfans massenhaft verbreitet. Hier stechen besonders Frank Sinatra in den 1940er Jahren, Elvis Presley in den 1950er Jahren und die Beatles in den 1960er Jahren hervor, die eine Welle der Begeisterung und der fanatischen Verehrung ausgelöst haben. Seit den 1990er Jahren ist bedingt durch die Aufsplitterung der Pop-Stile, die Schnelllebigkeit der Produktzyklen und die generelle Ausweitung des Starbegriffes eine neue Fankultur entstanden. Besonders erwähnenswert ist hier das Phänomen der Boygroups wie Take That oder Backstreet Boys, die zumeist von Mädchen im Alter von 10 bis 19 Jahren hysterisch verehrt wurden. Etwa zeitgleich entstanden in der koreanischen und der japanischen Musikindustrie ähnliche Bewegungen (namentlich K- und J-Pop), die jedoch erst seit den 2010er Jahren auch vermehrt in Europa und Nordamerika eine schnell wachsende Fangemeinde pubertierender Mädchen durch ihr Aufgreifen des Boygroup-Erfolgskonzeptes erreicht.

### Theater, Film und Fernsehen
Die Liebe der Fans kann sich auf bestimmte Theater, Filme, Fernsehserien, Moderatoren, Regisseure, Autoren oder Schauspieler beziehen. In Film und Fernsehen können die Fans die Produktion beeinflussen, da nur bei großem Zuschauerzuspruch Fortsetzungen bzw. neue Folgen einer Serie gedreht werden. Auch im Theater hat die noch unmittelbarere Zuschauerreaktion großen Einfluss auf die Aufführungshäufigkeit sowie Wiederaufnahme- und Fortführungsentscheidungen und kann mitunter sogar innerhalb einer Spielzeit zu kleinen und größeren Veränderungen des Textes oder anderer Bestandteile der jeweiligen Inszenierung führen.

### Kunst
Anhänger eines bestimmten Künstlers oder Genres bezeichnet man häufiger als „Liebhaber“. Sie betätigen sich mitunter als Kunstsammler oder fördern die Kunst als Mäzen. Insbesondere das Mäzenatentum durch wohlhabende Menschen ist wirtschaftlich wichtig für die Kunstszene. Es kann dabei auch zu Abhängigkeitsverhältnissen kommen.

## Fankultur in der Wissenschaft
Anfang 2012 gründete der Sportwissenschaftler Harald Lange in Würzburg das erste Institut für Fankultur, das sich insbesondere verschiedenen Gruppierungen und Phänomenen der Fußballfankultur annimmt und in Kooperation mit dem International Centre for Sport Security steht.

## Abgrenzung zu verwandten Themen
- Wenn die Begeisterung für eine Person, Gruppe oder Sache religiöser Art ist, spricht man von religiöser Verehrung oder Anbetung. Nimmt diese Verehrung exzessive oder gar (selbst-)schädigende Ausmaße an, spricht man auch heute noch von Fanatismus, die englisch ausgesprochene Kurzform Fan wird in diesem Kontext nicht verwendet.
- Wenn Menschen ein romantisches und erotisches Interesse an einer Person oder Gruppe haben, spricht man von Verliebtheit. Im Englischen spricht man in diesem Zusammenhang umgangssprachlich von einem Celebrity Crush; im Deutschen gelegentlich von Star-Schwärmerei.[30] Groupies zeigen ein übersteigertes sexuelles Interesse an einem Star.